# Contea di Shizong
La contea di Shizong (师宗县S, Shīzōng XiànP) è una contea della Cina, situata nella provincia di Yunnan e amministrata dalla prefettura di Qujing.